# François d'Estrades
Pour les articles homonymes, voir D'Estrades.
François d'Estrades (vers 1580 - 26 février 1653 à Paris) était homme de guerre et précepteur.
Père de Godefroi, comte d'Estrades qui sera diplomate, et de Jean d'Estrades qui sera évêque de Condom. 
- Combat pour Henri IV contre la Ligue.
- Précepteur des bâtards d'Henri IV